# Chiloglanis niger
Chiloglanis niger är en fiskart som beskrevs av Roberts, 1989. Chiloglanis niger ingår i släktet Chiloglanis och familjen Mochokidae. IUCN kategoriserar arten globalt som otillräckligt studerad. Inga underarter finns listade i Catalogue of Life.